# Роли, Грегг
Грегг Роли (англ. Gregg Rolie; р. 17 июня 1947 года, Сиэтл, штат Вашингтон, США) — американский клавишник, поэт и органист. Он был соучредителем таких рок-групп, как «Santana», «Journey» и «Abraxas Pool».

## Биография
Грегг Роли родился в Сиэтле, 17 июня 1947 года. До 1964 года учился в средней школе «Кеббэрли» в Пало-Альто, штат Калифорния.

## Карьера

### Santana
В начале 1969 года 21-летний Роли присоединился к Карлосу Сантане, чтобы сформировать «Santana Blues Band», которая позже была сокращена до просто «Santana».
Как соучредитель «Santana», Грегг был частью первой волны успеха группы, включая появление на Вудстокском фестивале музыки и искусства в 1969 году и центральные роли в нескольких хитовых альбомах.
Также Роли был первоначальным вокалистом, и его голос появлялся в таких известных песнях, как «Black Magic Woman» (№ 4 в США), «Oye Como Va», «No One To Depend On» и «Evil Ways».
Также известны его органные соло на многих из вышеупомянутых хитах.
У него есть заслуги в написании песен для многих треков этого периода, однако постоянные разногласия с Карлосом Сантаной относительно музыкального направления привели к тому, что Роли ушел из группы в начале 1972 года.

### Journey
Через полтора года, в середине 1973 года, Роли присоединился к новой группе, основанной его коллегой, бывшим ритм-гитаристом «Santana» Нилом Шоном.
После прихода Грегга новая группа стала называться «Journey».
Играя главную роль в составе, Грегг был клавишником на первых шести альбомах группы.
На первых трёх альбомах группы Роли пришлось исполнять ещё и вокал.
Позже он понял, чтобы было больше взаимодействия с аудиторией, нужен вокалист-фронтмен. И в июне 1977 года на это место был приглашён 34-летний Роберт Флейшман.
После того, как Роберт был уволен менеджером группы Херби Гербертом в октябре 77-го, Греггу удалось найти тому замену, в лице 28-летнего португальца Стива Перри.
После выпуска трёх последующих альбомов Роли покинул «Journey» в конце 1980 года.

### После Journey
После этого он выпустил несколько сольных альбомов, в том числе и одноименный альбом в 1985 году.
В этот альбом вошла песня «I Wanna Go Back», которая позже стала хитом для Эдди Манни.
Роли сформировал «The Storm» в 1991 году вместе со Стивом Смитом и Россом Вэлори из «Journey».
Несмотря на успех первого одноимённого альбома, второй альбом был отложен. Но он, наконец, был выпущен в 1996 году на другом лейбле.
В 1998 году Грегг и другие бывшие участники «Santana», включая Нила Шона, ненадолго воссоединились как «Abraxas Pool», выпустив лишь один альбом.
После распада «Abraxas Pool» Роли начал работу над новым сольником под названием «Roots».
Помимо него, на альбоме участвовали Нил Шон, Альфонсо Джонсон, Дейв Амато, Адриан Ареас и Майкл Карабелло.
В «Gregg Rolie Band» в очередной раз обновился состав. Курт Гриффи стал гитаристом, а Уолли Минко — вторым клавишником.
Они записали концертный CD в Стерджисе под названием «Rain Dance», который вышел в 2009 году.
В 2010 году Роли выпустил «Five Days» и впоследствии сформировал дуэт с Аланом Хейнсом, что в конечном итоге привело к формированию квартета «Gregg Rolie Band» с добавлением давнего барабанщика Рона Виксо и басиста Эвана «Стикки» Лопеса.
2 февраля 2013 года Карлос Сантана подтвердил, что воссоединит классический состав «Santana», большинство из которых играли с ним на Вудстоке в 1969 году.
Сантана сказал о Роли: 

«Я почти уверен, что Грегг сделает это».
Сам Грегг прокомментировал: 

Это просто вопрос того, чтобы собрать всех вместе, пойти и сделать это. Я бы сделал это. Я думаю, что это отличная идея. Людям это понравится. Это может быть здорово!
В 2016 году в оригинальном составе «Santana» они выпустили свой четвертый альбом под названием «Santana IV».
9 февраля 2018 года Грегг воссоединился с Нилом Шоном для благотворительного шоу в «The Independent» в Сан-Франциско в пользу пожарной помощи «North Bay».
В состав группы также входили бывший барабанщик «Journey» Дин Кастроново и басист Марко Мендоса из «The Dead Daisies».
В 2019 году Роли воссоединился с Нилом Шоном, Дином Кастроново и Марко Мендосой для еще четырех концертов.
Грегг также руководил рок-группой «The Storm» и в настоящее время выступает со своей сольной группой «Gregg Rolie Band».
Роли является двукратным участником Зала славы рок-н-ролла: в 1998 году он был введён туда как участник «Santana», а спустя 19 лет, в 2017 году, как участник «Journey».

## Филантропия
Грегг является сторонником музыкального образования для детей. В 2005 году он стал официальным сторонником «Little Kids Rock» — некоммерческой организации, которая бесплатно предоставляет музыкальные инструменты и обучает детей в малообеспеченных государственных школах США. Роли входит в почетный совет директоров организации.

## Личная жизнь
Грегг живёт вместе со своей женой Лори недалеко от Остина, в штате Техас.

## Дискография
Соло
- Gregg Rolie – 1985
- Gringo – 1987
- Rough Tracks – 1997
- Roots – 2001
- Rain Dance (Live) – 2007
- Five Days (EP) – 2011
- Sonic Ranch – 2019

с «Santana»
- Santana – 1969
- Abraxas – 1970
- Santana III – 1971
- Caravanserai – 1972
- Shangó – 1982
- Freedom – 1987
- Santana IV – 2016

с «Journey»
- Journey – 1975
- Look into the Future – 1976
- Next – 1977
- Infinity – 1978
- Evolution – 1979
- Departure – 1980
- Dream, After Dream – 1980
- Captured – 1981

с «The Storm»
- The Storm – 1991
- Eye of The Storm – 1995

с «Abraxas Pool»
- Abraxas Pool – 1997

### Список используемой литературы
- Дэниелс, Нил. The Untold Story of Journey. — Лондон : Omnibus Press, 2011. — ISBN 978-1-84938-657-9.

## Внешние ссылки
- Официальный сайт Грегга Роли
- Интервью Грегга Роли в «The Journey Zone»
- Биография Грегга Роли Архивировано 10 июля 2019 года.
- Грегг Роли (англ.) на сайте AllMusic
- Роли, Грегг на сайте Discogs
- Роли, Грегг (англ.) на сайте Internet Movie Database